# Trisha Noble
Pour les articles homonymes, voir Noble (homonymie).
Trisha Noble est une chanteuse et actrice australienne née le 3 février 1944 à Sydney et morte le 23 janvier 2021.
Elle joue le rôle de Jobal Naberrie dans Star Wars, épisode II : L'Attaque des clones (la scène sera finalement coupée mais présente sur le DVD) et Star Wars, épisode III : La Revanche des Sith.

## Filmographie
- 1966 : Death Is a Woman (en) (as Patsy Ann Noble) : Francesca
- 1968 : We Have Ways of Making You Laugh : Various
- 1969 : Carry on Camping : Sally
- 1975 : Playback (Épisode 5 de la saison 4 de Columbo) : Marcy
- 1980 : Deux débiles chez le fantôme (The Private Eyes) : Mistress Phyllis Morley
- 2005 : Star Wars, épisode III : La Revanche des Sith : Jobal Naberrie